# Phaeomolis obscurata
Phaeomolis obscurata là một loài bướm đêm thuộc phân họ Arctiinae, họ Erebidae.